# 滇事述聞
《滇事述聞》，清代李玉振所撰关于咸丰、同治年间云南回乱的编年纲目纪事书籍，共二卷。
本书从道光十九年（1839年）缅宁回汉争厂、二十五年永昌回汉争斗、二十七年云贵总督林则徐至迤西道处置开始记述，写到同治十二年（1873年），杨玉科攻下云州，徐联魁、李维述攻下腾越乌索为止，跨度达三十余年。光绪二十八年（1902年）成书，铅印行世，正文前有弁言。民国时期，秦光玉编著《续云南备征志》，收录《滇事述聞》。1986年，荆德新从稿本《续云南备征志》析出此书，收录进《云南回民起义史料》。之后缪文远编著的《西南史地文献》、吴海鹰编著的《回族典藏全书》也收录本书的影印抄本。